# سلمان محمد الصفار
سلمان محمد إبراهيم الصفار (ولد في 22 يونيو 1931 في المنامة، البحرين - توفي في 28 يونيو 2014 في الماحوز، المنامة، البحرين) معلم ودبلوماسي بحريني. يعتبر أول مندوب لمملكة البحرين في الأمم المتحدة.

## النشأة والتعليم
وُلد الصفار في العاصمة البحرينية المنامة في 22 يونيو 1931.
درس المرحلة الابتدائية في المدرسة الجعفرية ودرس المرحلة الثانوية في مدرسة المنامة الثانوية وحصل شهادتي الثانوية العامة وقسم المعلمين. درس في جامعة بغداد بالعراق وحصل منها على شهادة البكالوريوس في أدب اللغة الإنجليزية في الخمسينات. في عام 1961 التحق للدراسة في جامعة السوربون بفرنسا وحصل منها على شهادة الماجستير ثم شهادة الدكتوراه في العلاقات الدولية.

## المسيرة التعليمية والدبلوماسية
عمل لفترة معلم للغة الإنجليزية في المدارس الثانوية.

الصفار في إحدى الجلسات بالأمم المتحدة.

في عام 1970 التحق للعمل في وزارة الشئون الخارجية. بعدها تم إرساله إلى الأمم المتحدة في مدينة نيويورك بالولايات المتحدة لإنشاء بعثة البحرين لدى الأمم المتحدة وذلك بعد استقلال البحرين عام 1971 وأمضى عشرة أعوام في بعثة البحرين لدى الأمم المتحدة. في 17 يوليو 1972 قرر أمير البحرين آنذاك عيسى بن سلمان آل خليفة ترقية الصفار إلى وزير مفوض بلقب سفير فوق العادة مفوض.
في عام 1981 عاد إلى البحرين للعمل في ديوان وزارة الخارجية. في عام 1982 تم تعيينه سفير للبحرين لدى فرنسا وبعض الدول المجاورة لفرنسا لمدة أربع أعوام. في عام 1988 عاد البحرين وعمل في قسم الشئون الاقتصادية بوزارة الخارجية. في عام 1991 تم تعيينه سفير لدى روسيا (بعد تفكك الاتحاد السوفياتي وافتتاح سفارة البحرين لدى موسكو) ومكث هناك ثلاثة أعوام. عاد بعدها إلى البحرين ومكث في ديوان وزارة الخارجية حتى تقاعده في عام 2000.
بعد تقاعده أمضى أكثر أوقاته في التنقل بين البحرين والقارة الأوروبية.

## الحياة الشخصية
تزوج الصفار من امرأة فرنسية وهي مونيك الصفار.

## الوفاة
توفي الصفار يوم السبت الموافق 28 يونيو 2014 عن عمر ناهز 83 عام.
نعى وزير الخارجية البحريني خالد بن أحمد بن محمد آل خليفة الصفار في تغريدة عبر تويتر قائلا: «رحم الله أخي الكبير السفير الدكتور سلمان الصفار.. أول سفير للبحرين في الأمم المتحدة ومن ثم باريس وموسكو.. إنا لله وإنا إليه راجعون».